# ツインゴッデス
ツインゴッデス（TWIN GODDESS）は、1994年12月22日にポリグラムからPlayStationで発売された格闘ゲーム。

## 概要
プレイヤーキャラである姉妹ニーナとシリンが実写取り込みのグラフィックであるのに対し、敵キャラはラストボスのカーミラを除いて全てアニメーションとして描かれている。

## ゲームシステム
通常技と溜め技を駆使して相手にダメージを与え、相手の「削り」を本作独自のシステムである「マジック・ガード」で耐えるのがこのゲームでの戦い方。また、キャラクターが使う技の一部はコマンド表には掲載されていない。技を当てると種類に応じた賞金が手に入り、こうして入手した賞金を使ってステージの間にあるショップでパワーアップアイテムを買うことができる。

## ストーリー
地球より遥か彼方、宇宙の果ての小さな星の小さな王国「ラブラディアン」に、平和を妬む暗黒の魔女「カーミラ」と手下の5匹の妖怪達が現れた。カーミラの強大なエネルギーによって、国王ラブ三世は倒されてしまい、ラブラディアンは闇の世界に変わってしまった。そんな中、全能の神ゼウスは魔女カーミラを滅ぼすために、父を失って嘆き悲しんでいた2人の王女、ニーナとシリンに愛と勇気のパワーを授ける。それがツインゴッデスの誕生である。双子の姉妹、ニーナとシリンのどちらでゲームを進めるかを決め、物語は始まる。

## キャラクター

### 主人公
ニーナ
演：広田有美
声：永島由子
プレイヤーキャラ。優しい性格の姉。溜め技などパワフルな攻撃に特化しており「削り」も強い。
シリン
演：高橋ゆり
声：住友優子
プレイヤーキャラ。おてんばで活発な妹。コマンド技などスピーディーな攻撃に特化しているが、実際の対戦では敵キャラの猛攻についていけないことが多いため、ニーナより性能は劣る。

### カーミラ一味
ノーム・ゴーム
声：龍田直樹
土の妖怪。緑の肌をした老人。もっさりしたジャンプからの連続技、および地面を転がりながらの奇襲攻撃を得意とする。
エルフ・ジーニー
声：永島由子
風の妖怪。色黒の美少女。体力は少ない反面、素早いジャンプ攻撃、広範囲の魔法攻撃、イズナ落としを駆使し、高い攻撃力を発揮する。
レッド・ドーン
声：太田真一郎
火の妖怪。かなり体格が大きく、体力とリーチが高い。突進技主体で攻めてくるパワーキャラ。飛び道具も強力。
ファットマン
声：龍田直樹
水の妖怪。肥満体であり、のんびりした性格で大食い。ジャンプ技の奇襲攻撃と、ウォータービームでの削りが主体。
ゴールドラッシュ
声：置鮎龍太郎
妖怪たちのリーダーである、アラブ風の格好をした美男子。
カーミラ
演：吉田幸子
声：緒方恵美
ラストボス。暗黒の彼方からやってきた魔女。5匹の妖怪を操り、ラブラディアンを滅ぼす。飛び道具、ジャンプしての空中突進技などを使用する。倒すと美しい女神として復活する。

### その他
店員
声 - 龍田直樹
アイテムショップの店員であるゴブリン。
ナレーション
声 - 飯島直子
オープニング・エンディングのみ登場。

## 開発
インタビューでは、稽古の途中には吉田幸子が脱臼したり、高橋ゆりは足首を捻挫したりといったハプニングも多かった。広田有美は練習の時とは逆に、撮影用のライトを周り中から浴びていたんでちょっと暑かったと述べている。
スタッフ
- 実写パート監督 - 佐久間信之
- 空手アクション指導 - 松丸誠龍（聖龍會龍）
- アニメキャラクターデザイン - 福田道生
- サウンドプロデューサー - 湯川トーベン[7]

## 評価
本作は実写取り込みとアニメーションを併用した作品として、一部のゲーマーたちに強烈な印象を残した。